# 홍소장의 가을
《홍소장의 가을》는 SBS에서 창사 10주년 특집으로 2004년 11월 14일에 방영된 특집드라마로, 3부작 연속 방영되었다.

## 트리비아
한편, 2009년 2월 23일부터 2009년 2월 24일까지 재방영되었는데, 이는 SBS 월화드라마 《떼루아》의 후속작인 《자명고》가 방영이 미루어지자 2주간의 공백을 메우기 위해 ‘김수현 스페셜’을 마련하여 《홍소장의 가을》과 《은사시나무》를 재방영한 것이며 이에 앞서 2004년 11월 24일부터 3부작으로 재편성됐는데 SBS는 《남자가 사랑할 때》후속 《유리화》의 제작이 지연되자 결국 이와 같은 공백을 메우기 위해 해당 작품을 재방송했지만 시청률이 10% 이하에 머물렀고 2차 재방송 당시 1부 시청률은 3.3%였으나 2부에서 4.1%, 3부에서 9.8%로 상승했다.
아울러, SBS는 해당 작품 이후 재정난 때문에 창사 특집드라마를 내보내지 않았다가 2008년 《압록강은 흐른다》로 창사 특집극을 재편성했으며 이 작품에 앞서 2005년 <그물을 깁다>를 창사 특집드라마로 편성할 계획이었으나 이런저런 사정 때문에 무산되기도 했다.

## 기획 의도
- 성공과 실패의 추락선상에 선 40대 후반 실직 가장의 늘어진 어깨를 통해 가족의 소중함을 일깨우고 시대적 아픔을 표현한 드라마

## 줄거리
- 상수의 아들 세일이 신혼여행을 다녀와서 상수 형제들이 모이는 날이다.
- 상수 동생인 상준은 명예퇴직의 아픔으로 모임도 뒷전이고 상준의 아픔도 모르고 상준 아내 혜주는 골프를 친다고 모임에도 늦게 도착한다.
- 가족들은 혜주가 지금까지 보여준 행동이 못마땅하다.
- 상수는 형제들을 돌려보내고 딸인 세영이 볼멘소리를 해대며 늦게 도착한다.
- 세영은 다짜고짜 오빠 축의금으로 들어온 돈으로 자동차를 한 대 사달라고 하지만 상수의 아내 영숙은 세일의 결혼 축의금을 한 푼도 줄 수 없다고 선언한다.

## 등장 인물
- 최불암 : 홍상수 (65세)역 - 정년퇴임한 전직 파출소 소장
- 김혜자 : 허영숙 (64세)역 - 상수의 아내
- 임채무 : 홍상준 (56세)역 - 상수의 동생
- 박정수 : 강혜주 (51세)역 - 상준 아내
- 양희경 : 홍금실 (50세)역 - 상수의 여동생
- 맹상훈 : 마서방 (49세)역 - 금실의 남편
- 김정현 : 홍세일 (35세)역 - 상수의 아들
- 이주희 : 홍세일의 아내 (34세), 상수의 며느리
- 최정원 : 홍세영 (30세)역 - 상수의 딸
- 안재환 : 안 서방 역 - 세영의 남편 (30세)역, 상수의 사위

## 시청률

### 2004년 본 방송
| 회차  | 방송일    | AGB 시청률     | TNmS 시청률    |
| 회차  | 방송일    | 대한민국(전국) | 대한민국(전국) |
| ----- | --------- | -------------- | -------------- |
| 제1회 | 11월 14일 | 20.3%          | 22.2%          |
| 제2회 | 11월 14일 | 20.3%          | 23.1%          |
| 제3회 | 11월 14일 | 20.3%          | 24.8%          |

### 2009년 재방송(2차 재방송)
| 회차  | 방송일   | AGB 시청률     |
| 회차  | 방송일   | 대한민국(전국) |
| ----- | -------- | -------------- |
| 제1회 | 2월 23일 | 4.2%           |
| 제2회 | 2월 24일 | 5.3%           |
| 제3회 | 2월 24일 | 11.3%          |

## 수상
- 2004년 방송위원회 12월 이달의 좋은 프로그램상[9]
- 2005년 제 32회 한국방송대상 공로상[10](이종수)(해당 작품 外 연출)(KBS에서는 <노다지> <야망의 세월>(중도하차) 연출)[11]

## 참고 사항
- 자식들을 위해 평생을 살아온 노부부와 그 가족에 얽힌 이런 저런 사건을 감성적인 영상과 사실적인 대화로 묘사하여 단막극임에도 불구하고 20%가 넘는 시청률을 기록하며 같은 시간 대 다른 프로그램들을 멀찌감치 따돌렸다.[12]
- 해당 작품의 집필자(김수현)가 쓴 드라마인 KBS 2TV 주말연속극 <부모님전상서>가 같은 날(2004년 11월 14일) 방영되면서 AC닐슨 시청률 조사 결과 시청률 20.8와 20.3%을 기록하여 전체 시청률 3위와 공동 4위에 줄줄이 오르는 기염을 토하기도 했다.[13]